# Pizzo Malora
Pizzo Malora är en bergstopp i Schweiz.   Den ligger i distriktet Vallemaggia och kantonen Ticino, i den sydöstra delen av landet, 110 km sydost om huvudstaden Bern. Toppen på Pizzo Malora är 2 640 meter över havet, eller 269 meter över den omgivande terrängen. Bredden vid basen är 3,3 km.
Terrängen runt Pizzo Malora är huvudsakligen mycket bergig. Runt Pizzo Malora är det mycket glesbefolkat, med 5 invånare per kvadratkilometer.. Närmaste större samhälle är Cevio, 7,6 km söder om Pizzo Malora. 
I omgivningarna runt Pizzo Malora växer i huvudsak blandskog.